# محافظ یک آدم‌کش
محافظ یک آدم‌کش (به انگلیسی: The Hitman's Bodyguard) فیلمی محصول سال ۲۰۱۷ و به کارگردانی پاتریک هیوز است. مایکل برایس (رایان رینولدز) محافظی موفق در اثر مرگ یکی از مشتریانش شهرت و اعتبار خود را از دست می دهد و برای برگرداندن آن باید با یکی از دشمنانش همکاری کند تا به موقع به دادگاه برسند. در این فیلم بازیگرانی همچون ساموئل ال. جکسون، گری اولدمن، الودی یونگ، سلما هایک، ژواکیم دی آلمیدا، کریستی میچل، سم هزلدین، ریچارد ای گرانت، میخائیل گورووی، بری آتسما، جورجی گلن ایفای نقش کرده‌اند.
در سال ۲۰۲۱ دنباله این فیلم با نام محافظ همسر یک آدم‌کش اکران شد.

## چکیده داستان
مایکل برایس، یکی از بهترین محافظان جهان، از سوی همسر سابقش، مامور پلیس اینترپل املیا راسل، استخدام می شود تا از دشمن قدیمی خود، آدمکشی به نام  داریوس کینکید که به تازگی در یک سوء قصد زخمی  و دستگیر شده، محافظت کند. در واقع کینکید در قبال آزادی زنش، باید درباره شواهدی از جنایات علیه بشریت که ولادیسلاو دوخوویچ، دیکتاتور بلاروس مرتکب شده، در دادگاه کیفری بین المللی لاهه در ۲۴ ساعت آینده شهادت دهد. شاهدان دیگر یا قبلا به قتل رسیده اند یا هیچ مدرکی مبنی بر ارتکاب این جنایات در اختیار ندارند. از این رو کینکید آخرین مانع بر سر راه دوخوویچ است تا او بتواند آزادی و قدرت سابق خود را بازیابد. بنابراین، دیکتاتور خلع شده تمامی امکانات خود را به کار می گیرد تا اطمینان پیدا کند که آدمکش قبل از اینکه بتواند شهادت دهد، زیر خاک مدفون شود، و برایس تنها کسی است که فرصت دارد داریوس را زنده به لاهه برساند ...